# じゅんさい池 (阿賀野市)
じゅんさい池（じゅんさいいけ）は、新潟県阿賀野市村岡にあるため池である。2010年（平成22年）3月25日にじゅんさい池（下野）として農林水産省のため池百選に選定された。

## 概要
じゅんさい池の構築は定かではないが、明治以前には築造されていた農業用ため池である。
沼一面にジュンサイが湖面に多く自生していて、6月丸太で作成した筏に乗ってジュンサイを摘む風景はこの地域の恒例の行事になっている。

## 自然
タヌキモやガガブタなどの絶滅危惧種に指定されている貴重な水中植物も生育しており、サギソウやサワギキョウなども見られる。ハッチョウトンボをはじめ、多様なトンボも観察できる。
これらの多様な自然を守るため、地区自治会により数々の保護活動がなされている。

## アクセス

### 道路
- 国道460号もしくは新潟県道55号新潟五泉間瀬線

### 公共交通機関
- 阿賀野市営バス 神山線（羽越本線水原駅および神山駅発着） 「村岡公会堂前」停留所 徒歩約3分